# Liste des châteaux estoniens par région
Cette liste non exhaustive répertorie les principaux châteaux en Estonie classés par région.
Elle inclut les châteaux au sens large du terme, quel que soit leur état de conservation (ruines, bâtiments d'origine ou restaurés) et leur statut (musée, propriété privée, ouvert ou non à la visite).

## Harju
- Château d'Essemäggi, à Ääsmäe
- Château de Faehna, à Vääna
- Manoir de Groß-Sauß, à Sausti
- Château d'Hark, à Harku
- Château de Kaesal, à Keila
- Château de Fall, à Keila-Joa
- Château de Kolk, à Kolga
- Manoir de Kotzum à Kodasoo
- Château de Kumna à Kumna
- Château de Marienberg, à Pirita
- Manoir de Morras, à Muraste
- Château de Rayküll, à Raikküla

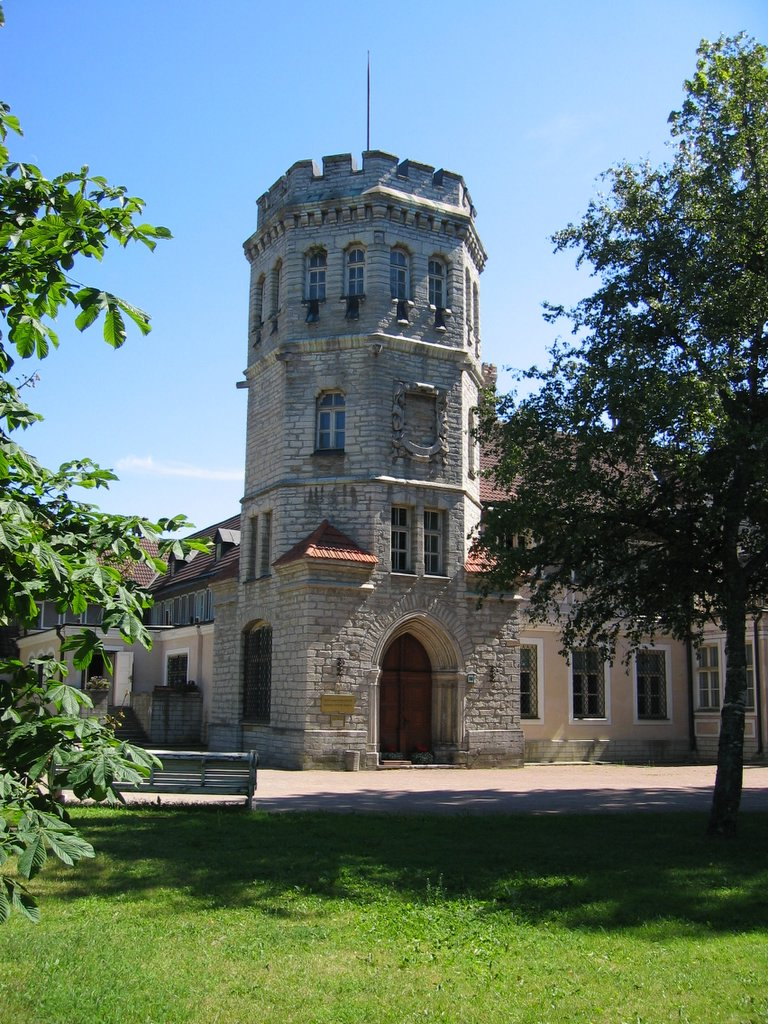
Château de Marienberg

- Château de Riesenberg, à Riisipere
- Manoir de Sack, à Saku
- Manoir de Wittenpöwel, à Viti

## Hiiu
- Manoir de Grossenhof

## Järva
- Manoir d'Albu, à Albu
- Château d'Arroküll, à Aruküla
- Château de Corbenorm, à Ambla

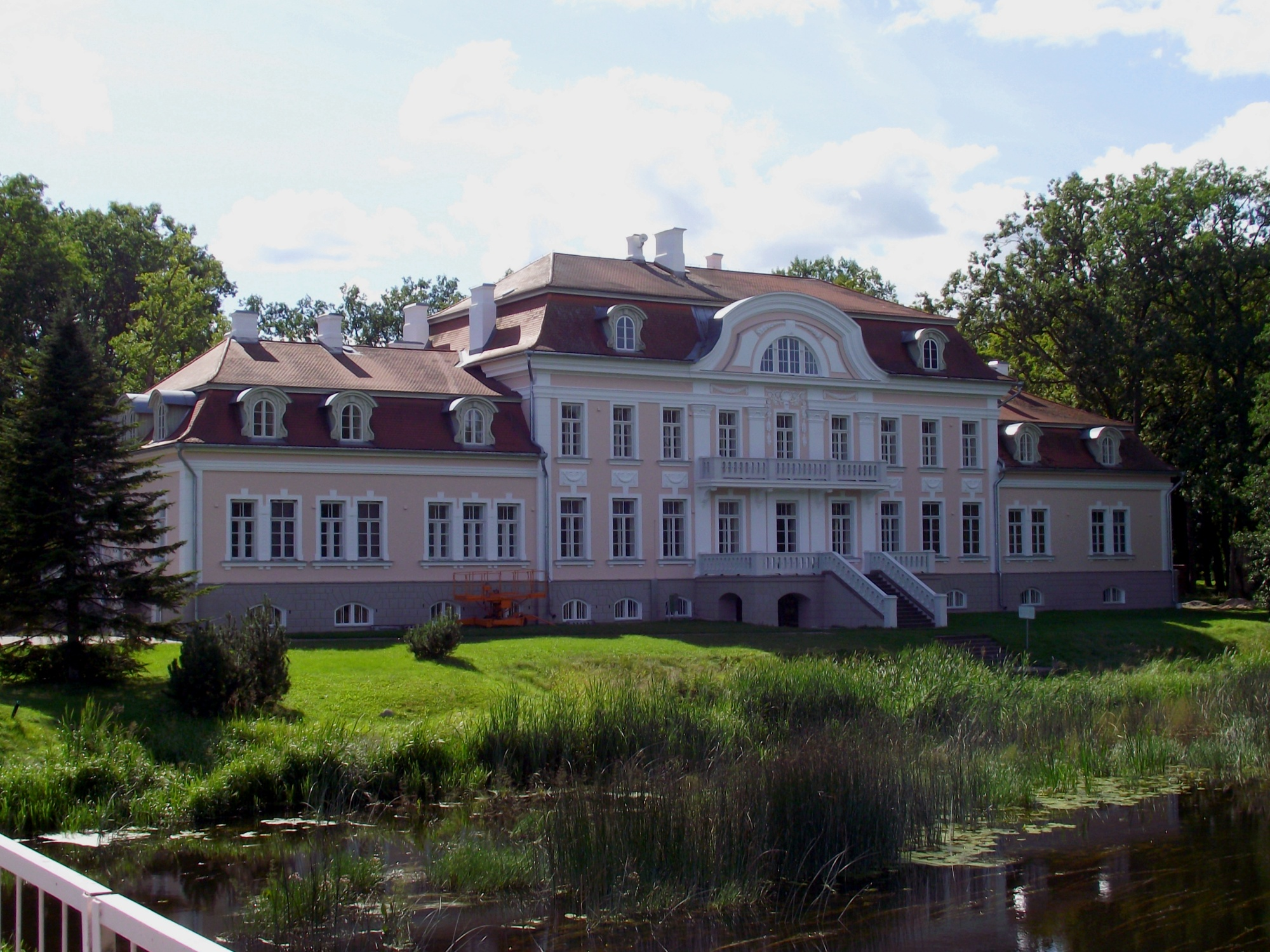
Château de Laupa

- Château de Kaltenbrunn, à Roosna-Alliku
- Manoir de Kerrafer, à Käravete
- Château de Kirna, à Kirna
- Manoir de Koik
- Château de Laupa, à Laupa
- Château de Mexhof, à Paide
- Manoir d'Oiso, à Oisu
- Château de Sarkfer, à Sargvere

## Jõgeva
- Manoir de Ludenhof, à Palamuse

## Pärnu
- Manoir de Testama, à Tõstamaa

## Rapla

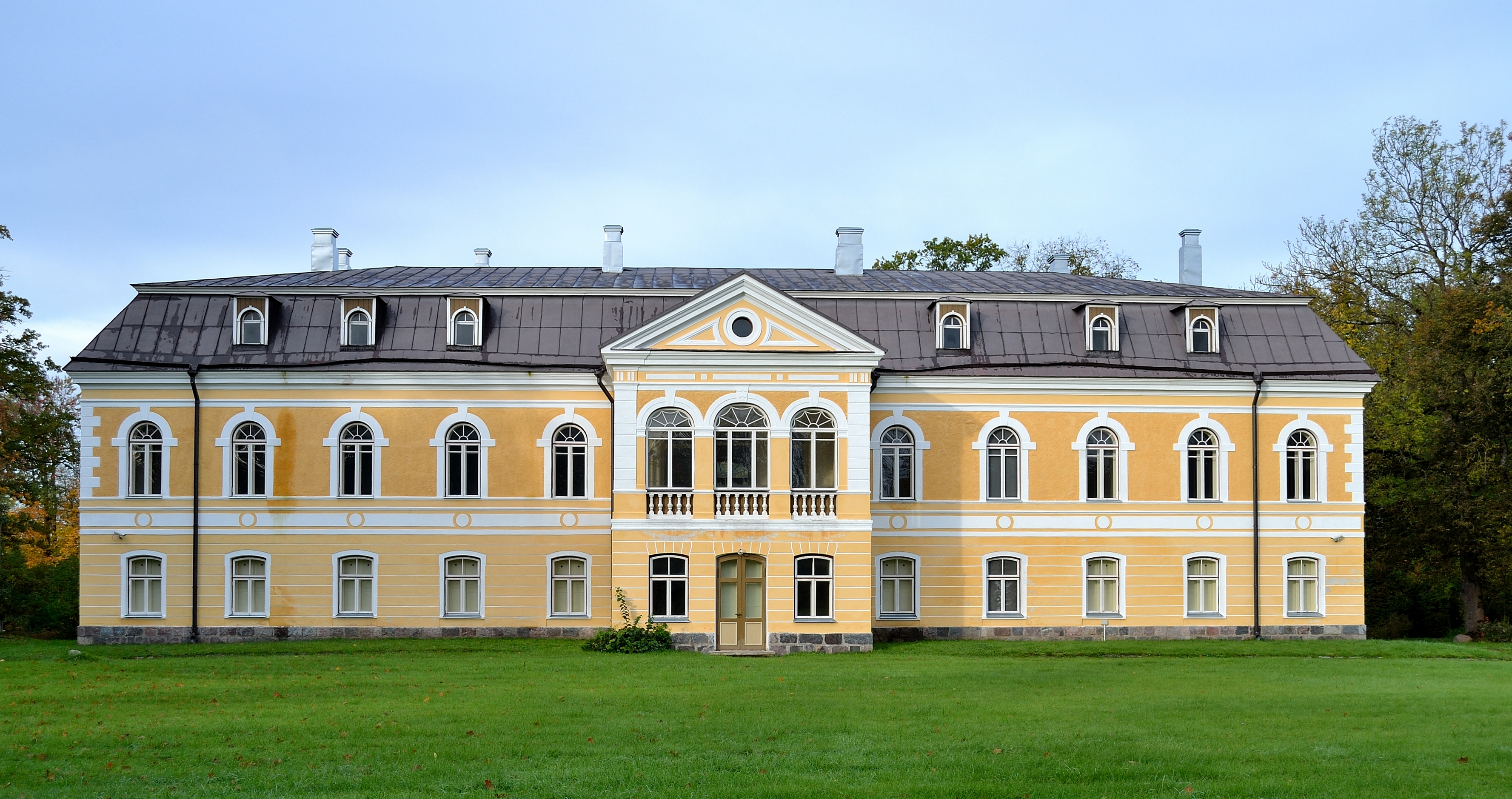
Vue du château de Kechtel

- Château de Kechtel à Kehtna
- Manoir de Konofer, à Vigala
- Manoir de Purila

## Région de l'Ouest
- Manoir de Lückholm, à Saare ;
- Manoir de Matzal, à Matsalu ;
- Château de Neuenhof, dans la commune de Ridala ;
- Manoir de Pennijöggi, dans la commune de Lihula ;
- Manoir de Wattel, à Hanila ;
- Château de Haapsalu.

## Tallinn
- Château de Catharinenthal

## Tartuetrégion de Tartu
- château de Taehtvere (Techlefer), à Taehtvere

## Valga

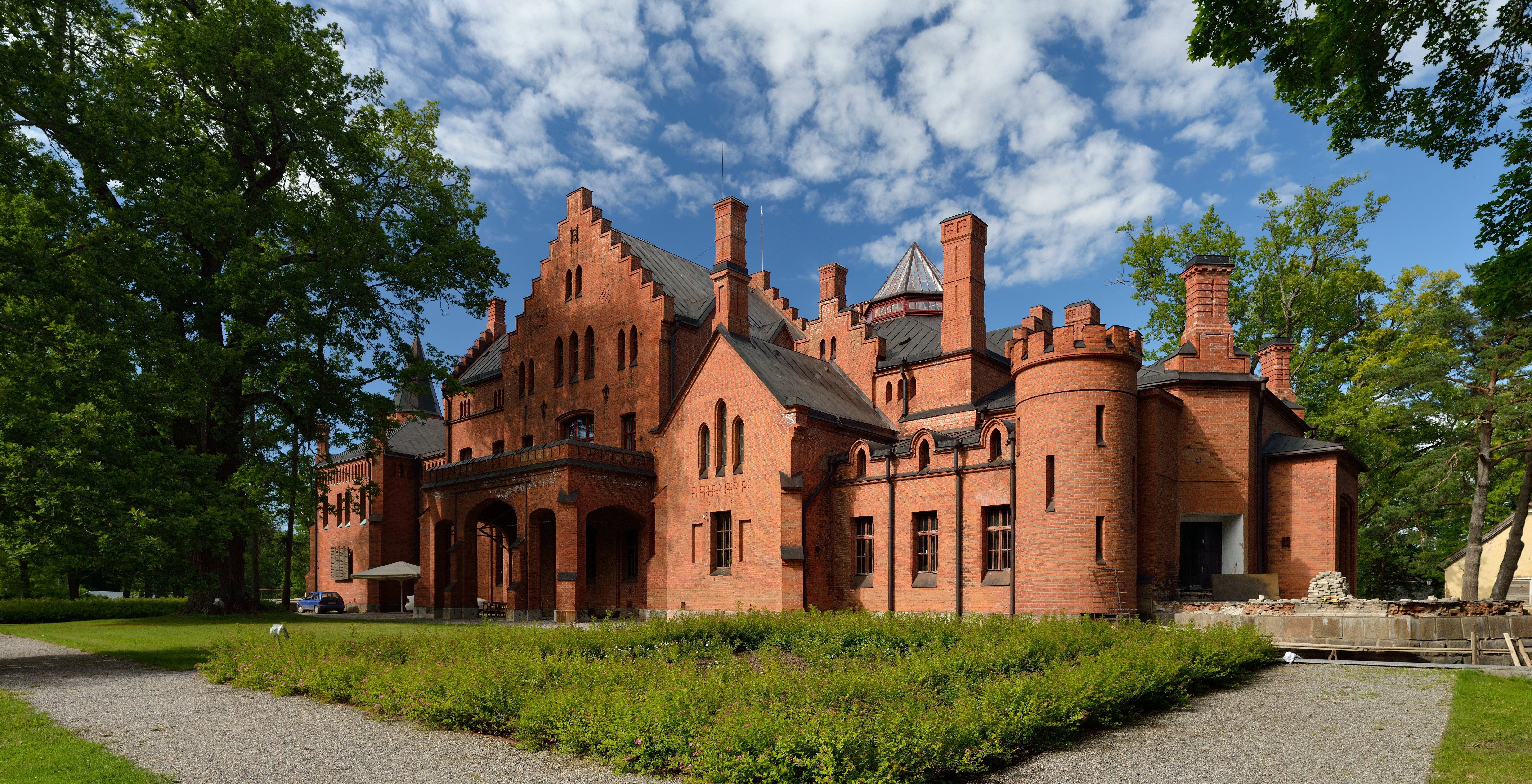
Château de Sagnitz

- Château de Sagnitz, à Sangaste
- Château de Wagenküll, à Helme

## Viljandi
- Manoir de Kerstenhof, à Kärstna
- Manoir d'Ollustfer, à Olustvere

## Viru-Occidental
- Manoir d'Alt Isenhof, à Lüganuse
- Château Altenhof, à Vanamõisa
- Manoir d'Arbafer, à Kadrina
- Manoir d'Arknal, à Arkna
- Château de Kattentack, à Aaspere
- Château de Lassila, à Lasila
- Château de Mödders, à Mõdriku
- Château de Münkenhof, à Muuga
- Château de Palmse, à Vihula
- Château de Raggafer, à Rägavere
- Château de Saggad, à Sagadi
- Château de Tolsburg, près de Kunda
- Château d'Uddrich, à Udriku
- Château de Wrangelstein, à Lüganuse

## Viru-Oriental
- Fort d'Hermann, à Narva

## Võru
- Manoir Rogosinsky, à Rogosi